# AirPods

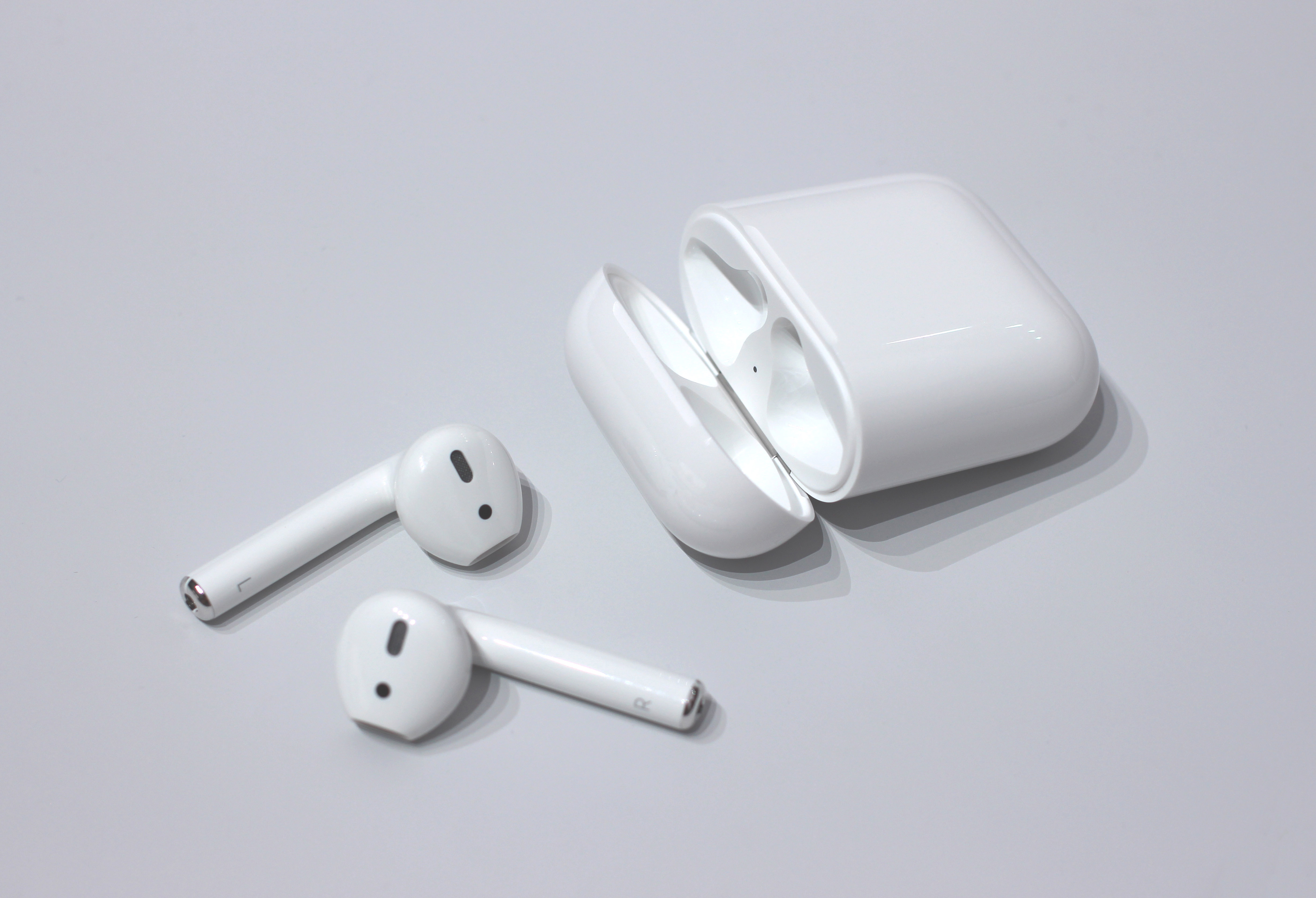
Gli AirPods

Gli AirPods sono auricolari Bluetooth progettati da Apple Inc. simili ai precedenti EarPods, ma senza fili. Sono stati presentati il 7 settembre 2016, insieme con iPhone 7 e iPhone 7 Plus. Nel giro di due anni, sono diventati l'accessorio più popolare di Apple, notevoli per il loro successo critico e la sensazionalità virale. 
Oltre alla riproduzione dell'audio, gli AirPods filtrano il rumore di fondo migliorando l'audio che viene inviato dagli airpods, questo grazie all'uso di un microfono beamforming abbinato all'uso dell'accelerometro vocali integrati, inoltre ci sono sensori ottici in grado di rilevare i tocchi (ad esempio il doppio tocco per mettere in pausa l'audio) e sensori di prossimità per riconoscere il posizionamento all'interno dell'orecchio, che assieme all'acceleratore di movimento consente la pausa automatica audio quando vengono estratti.
Il 20 marzo 2019, Apple ha messo in commercio gli AirPod di seconda generazione, che presentano il chip H1, un tempo di conversazione maggiore e il supporto "Ehi Siri" a mani libere. Una custodia di ricarica wireless opzionale è stata aggiunta alle offerte.

## Storia e funzionamento

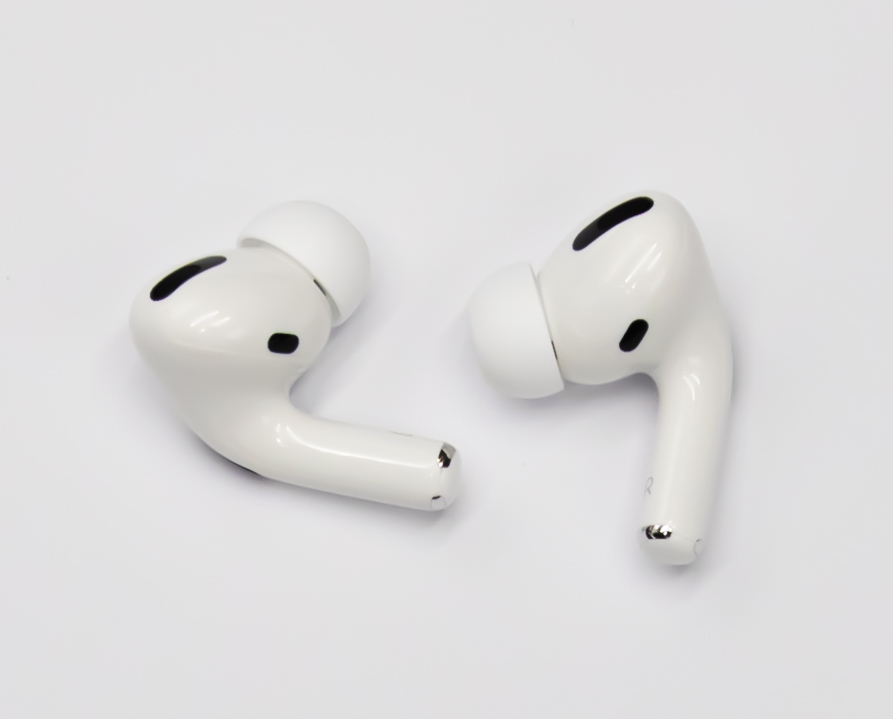
Gli AirPods Pro

Inizialmente Apple aveva previsto la loro uscita entro fine ottobre 2016, ma successivamente ha posticipato la data fino al 13 dicembre 2016 per i preordini e il 20 dicembre 2016 per la disponibilità negli Apple Store.
Gli auricolari interagiscono con l'utente diversamente dagli EarPods: togliendo un auricolare dall'orecchio, la riproduzione verrà interrotta; con un "doppio tocco" con un dito, sugli AirPods si potranno avere effetti diversi a seconda delle impostazioni scelte dall'utente, una per ognuno dei due AirPods (ad esempio "Play/Pausa" sulla destra e "Siri" sulla sinistra).
Possono riprodurre l'audio da qualsiasi dispositivo Apple che supporti il Bluetooth e che abbia installato uno dei seguenti sistemi operativi: iOS 10 (o successivo), watchOS 3 (o successivo) o macOS Sierra (o successivo), ma anche con dispositivi di altre marche.
Con iOS 10.3 è stata aggiunta un'impostazione su Trova iPhone che permette di far emettere un suono alle cuffie in caso vengano perse, se quest'ultime si trovano nel raggio d'azione del Bluetooth.
Posseggono il chip W1 e H1 (per la seconda generazione e la versione pro) che permette un'interfaccia migliore con il sistema operativo iOS. Tale chip permette di indossare le cuffie e iniziare ad ascoltare immediatamente senza effettuare il pairing dalle impostazioni Bluetooth. Tale processo avviene in automatico. Con il chip H1 viene aggiunto il supporto a "Ehi Siri".
Il 29 marzo 2019 sono stati commercializzati gli AirPods di seconda generazione che presentano diversi miglioramenti, come la funzione "Ehi Siri" utilizzabile senza tenere il telefono vicino e una migliore latenza dell'audio. Sono venduti anche con custodia di ricarica wireless e viene introdotto il nuovo chip H1 che permette, tra le altre cose, di aumentare del 50% la durata della batteria in conversazione e migliorare le prestazioni fino a due volte in fatto di connettività.
Il 28 ottobre 2019 Apple ha annunciato la versione Pro degli AirPods, che è stata immessa in commercio due giorni dopo, il 30 ottobre. Gli AirPods sono classificati IPX4 per resistenza all'acqua e al sudore. Gli AirPods Pro includono le funzionalità degli AirPods standard, con una nuova modalità di controllo che impiega un sensore di forza sugli steli. Gli AirPods Pro utilizzano lo stesso chip H1 degli AirPods di seconda generazione che supporta "Hey Siri" a mani libere. Hanno una cancellazione attiva del rumore, realizzata da microfoni che rilevano il suono esterno e altoparlanti che producono esattamente il suono inverso. La cancellazione attiva del rumore può essere disattivata o impostata su trasparenza che aiuta gli utenti a sentire l'ambiente circostante. Le modalità di cancellazione del rumore possono anche essere cambiate in iOS o pizzicando gli steli degli AirPods tramite il sensore di forza.
La custodia di ricarica presenta le stesse caratteristiche di quella degli AirPods precedenti ed è dotata di compatibilità Qi standard.

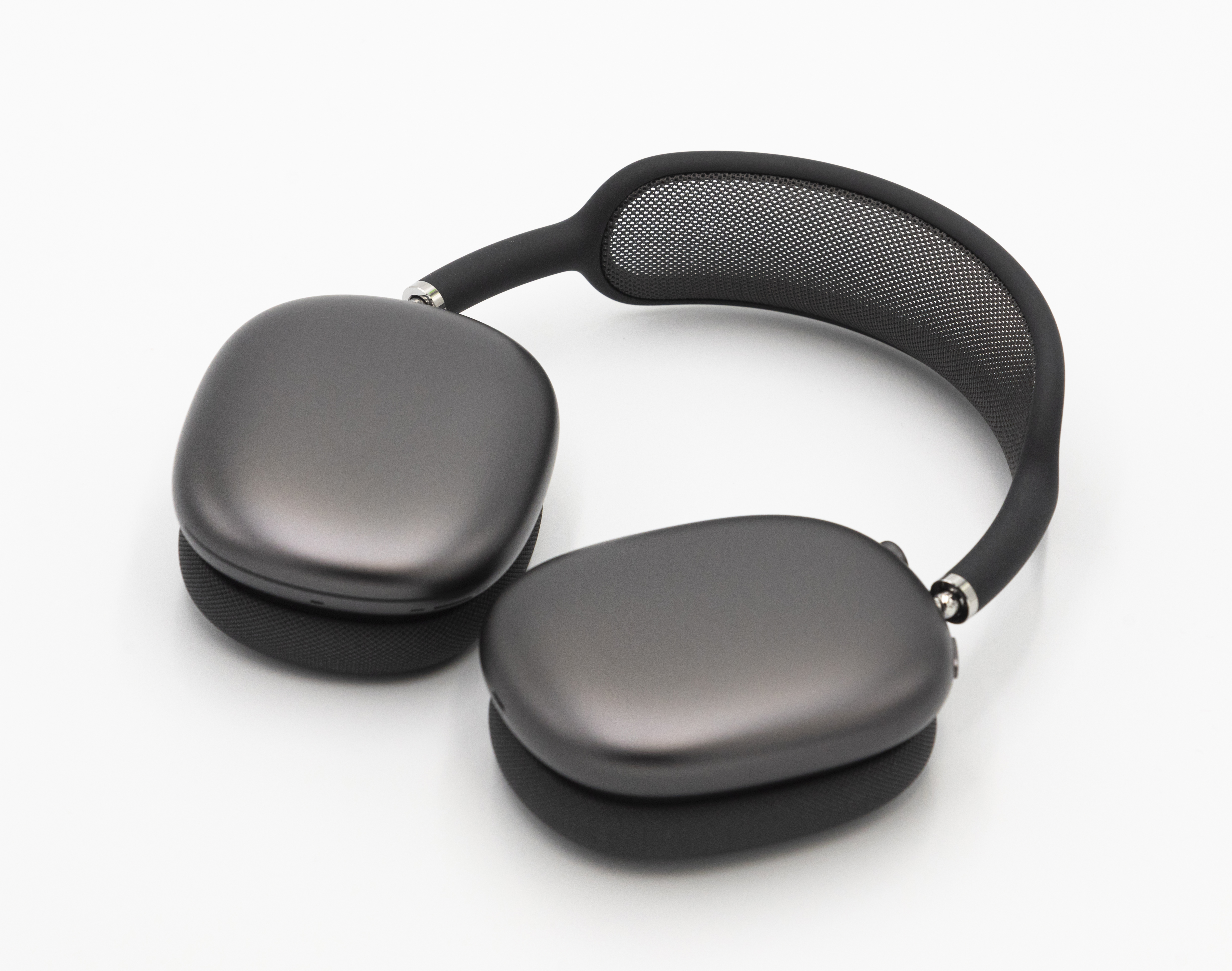
AirPods Max in colorazione Space Gray

Il 9 dicembre 2020 Apple ha presentato le AirPods Max, le prime cuffie circumaurali prodotte dall'azienda.

## Autonomia
Con una sola ricarica, gli AirPods sono in grado di riprodurre fino a 5 ore di solo ascolto e fino a 2 ore di conversazione. Con la custodia di ricarica sono in grado di riprodurre più di 24 ore di ascolto e fino a 11 ore di conversazione. Infine, 15 minuti di ricarica nell'apposita custodia consentono fino a 3 ore di ascolto (è possibile caricare la custodia attraverso il cavo Lightning fornito nella confezione o, solo nella seconda generazione, tramite una base di ricarica wireless compatibile con la tecnologia Qi).
Per gli AirPods Pro la durata della batteria è leggermente inferiore rispetto agli AirPods standard (4,5 ore) a causa dell'elaborazione per la cancellazione del rumore.

## Compatibilità
Gli AirPods sono compatibili con:
- iPhone 5 o successivo
- Apple Watch o successivo
- iPad mini 2 o successivo
- iPad Air o successivo
- iPad Pro o successivo
- iPod touch 6G o successivo
- iPad mini 5 o successivo.

I dispositivi devono essere aggiornati almeno a iOS 10, watchOS 3 o macOS 10.12 (Sierra).
Gli AirPods possono essere collegati a qualsiasi dispositivo non Apple che sfrutti lo standard Bluetooth, sebbene in tal caso il loro funzionamento presenti delle ovvie limitazioni (ad esempio l'impossibilità di usare l'assistente vocale Siri) dato che sono stati progettati per comunicare e interagire al meglio con i prodotti e i sistemi operativi Apple.
Il supporto per gli AirPods Pro è stato aggiunto in iOS 13.2, watchOS 6.1, tvOS 13.2 e macOS Catalina 10.15.1. Anche questo modello è compatibile con qualsiasi dispositivo che supporti Bluetooth 4.0 o versioni successive, compresi i dispositivi Android, anche se alcune funzionalità come il passaggio automatico tra i dispositivi sono disponibili solo su dispositivi Apple che utilizzano iCloud.

## Custodia di ricarica
Gli AirPod vengono venduti con la custodia di ricarica corrispondente e per caricarli è sufficiente inserirli al suo interno. Per caricare la custodia, è necessario inserire il cavo Lightning incluso nella parte inferiore della custodia e collegarlo a una porta USB.
Ciò include all'interno una spia di stato che consente all'utente di conoscere lo stato di carica degli Airpods (quando sono all'interno della custodia) e della custodia (quando gli Airpod non sono all'interno) attraverso una piccola luce. Se la luce è verde, la carica è completa e se è arancione, non lo è.

## Vendite
Gli analisti stimano che Apple abbia venduto tra 14 e 16 milioni di AirPod nel 2017. Nel 2018, gli AirPod sono stati il prodotto accessorio più popolare di Apple, con 35 milioni di unità vendute. 60 milioni di unità sono state vendute nel 2019. Gli analisti stimano che gli AirPods rappresentino il 60% del mercato globale delle cuffie wireless e che tutti i prodotti indossabili di Apple (Apple Watch, AirPods e AirPods Pro) "siano ora più grandi oltre il 60% delle aziende della Fortune 500”. Si stima che il 5-7% delle entrate di Apple da AirPods provenga da auricolari e custodie sostitutive.

## Problemi
La commercializzazione degli AirPods è stata ritardata in seguito alle segnalazioni che Apple ha ricevuto sulla stabilità nella sincronizzazione dei due Pod tra di loro. La versione finale tuttavia, in un numero non precisato di unità, presenta ancora problemi di questo tipo, seppur marginali, come la scarica improvvisa delle cuffie se lasciate anche per una sola notte a caricare nella custodia.
Alcuni di questi problemi sono stati risolti con l'aggiornamento firmware 3.5.1.
L'aggiornamento firmware 6.8.8 ha reso le AirPods inutilizzabili. Il fatto è stato denunciato come “obsolescenza programmata”. 

## Concorrenza
Alcuni consumatori hanno espresso il parere che esistessero opzioni migliori per gli auricolari wireless in base alla qualità e al costo. Uno dei maggiori concorrenti di Apple è Samsung, che commercializza auricolari wireless molto simili agli AirPods. Un'altra linea di prodotti simile proviene da Beats Electronics di Apple, che vende prodotti come gli auricolari wireless Powerbeats Pro che sono più costosi degli AirPods ma sono probabilmente di migliore qualità.